# Brinkstraße 32 (Bad Suderode)

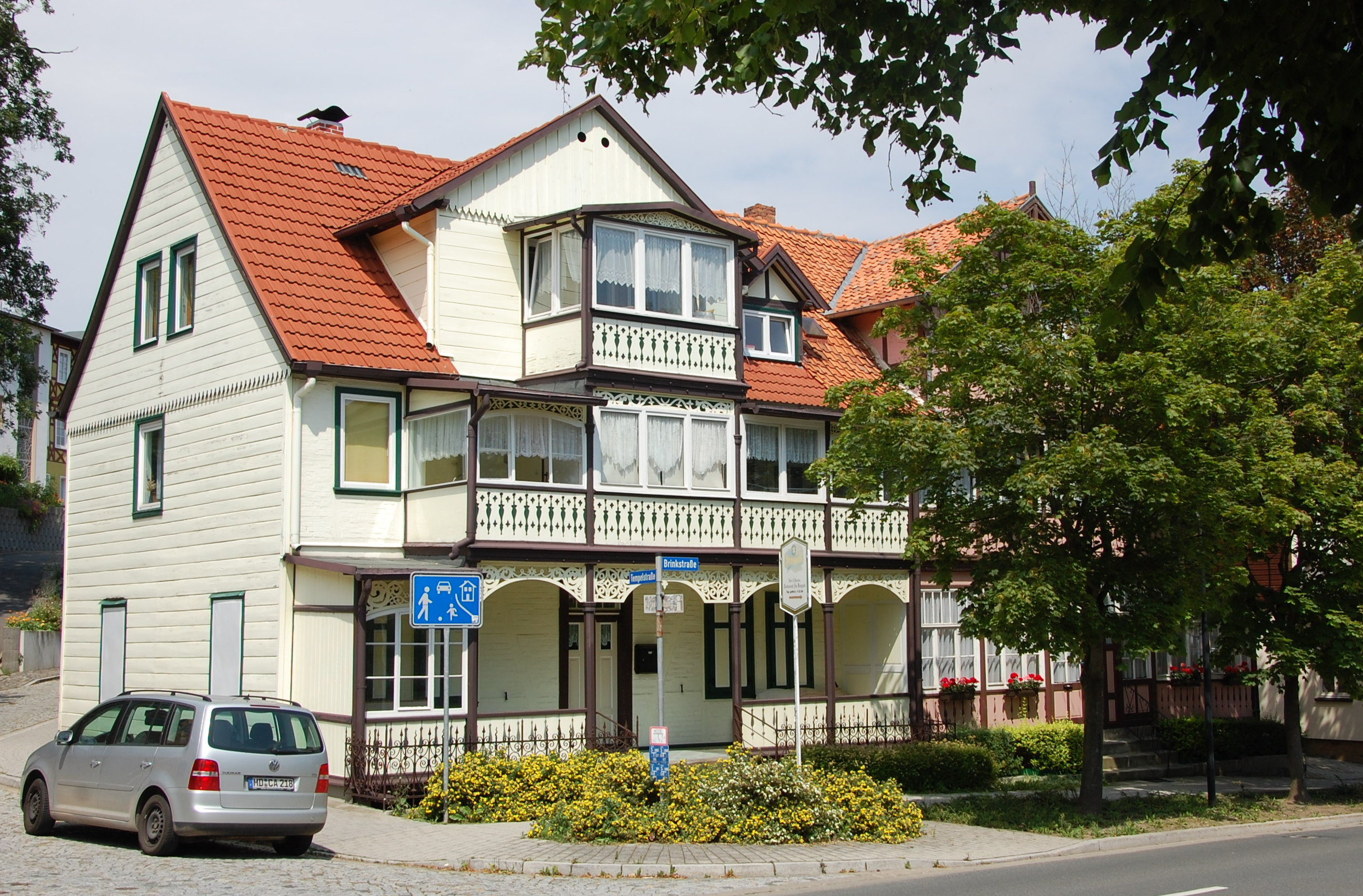
Haus Brinkstraße 32, 34; links Haus Nummer 34 rechts Nummer 32

Das Haus Brinkstraße 32 ist ein denkmalgeschütztes Gebäude im zur Stadt Quedlinburg in Sachsen-Anhalt gehörenden Ortsteil Bad Suderode.

## Lage
Es befindet sich im südlichen Teil des Ortskerns Bad Suderodes auf der Westseite der Brinkstraße. Im örtlichen Denkmalverzeichnis ist es als Kurpension eingetragen. Obwohl die Bezeichnung des Denkmals mit der Hausnummer 32 erfolgt, wird in der Lagebeschreibung die Ecksituation zur Straßeneinmündung betont. In dieser Ecklage befindet sich das Haus Nummer 34, das auch gemeinsam mit dem direkt angrenzenden Haus Nummer 32 im Denkmalverzeichnis abgebildet ist. Möglicherweise erstreckt sich der Denkmalschutz auf beide Gebäudeteile. Das Gebäude gehört zum Denkmalbereich Brinkstraße 13, 20, 22, 24, 26, 28, 30, 32, 34, 36, 38; Rathausplatz 1, 3.

## Architektur und Geschichte
Das Gebäude entstand im 19. Jahrhundert. Mit Beginn des Tourismus wurde es zum Ende des 19. Jahrhunderts zur Pension umgebaut. Dabei wurden vor das Haus hölzerne Verandabauten vorgesetzt. In den 1930er Jahren arbeitete der Lehrer und Kurator Friedrich Wilhelm Elchlepp im Haus.
Anfang des 21. Jahrhunderts erfolgte eine Sanierung des Gebäudes.